# Граде мој
Граде мој је једанаести студијски албум Халида Бешлића. Издат је 1993. године. Издавачка кућа је Емона диск.

## Песме
1. Ја се Босни спремам
2. Кад тад
3. Од сабаха до јације
4. Јаче од окова
5. Стани зоро
6. Граде мој
7. Дјецо босанска
8. Да зна зора